# Ochlerotatus notoscriptus
Espèce
Synonymes
- Aedes notoscriptus

Ochlerotatus notoscriptus est une espèce de moustiques de la famille des Culicidae.
Il ressemble beaucoup à Aedes aegypti. C'est un moustique de taille moyenne, de couleur sombre avec des taches blanches sur le corps, des bandes blanches sur les pattes et surtout, à la différence d’Aedes aegypti, une bande blanche médiane sur son proboscis (trompe).
On le rencontre pratiquement dans toute l'Australasie (Australie, Nouvelle-Calédonie, Nouvelle-Guinée et Nouvelle-Zélande) mais, en Australie, surtout dans la partie sud-est où il vit en forêt et près des habitations.
Il pique les humains dans les zones ombragées et du coucher au lever du soleil.
C'est un nuisible qui pourrait transmettre les virus de l'encéphalite de la Murray Valley, de la fièvre de la Ross River et de la forêt de Barmah.